# Староянбаево
Староянбаево (баш. Иҫке Янбай) — деревня в Балтачевском районе Республики Башкортостан Российской Федерации. Центр Староянбаевского сельсовета.

## География

### Географическое положение
Расстояние до:
- районного центра (Старобалтачёво): 22 км,
- ближайшей ж/д станции (Куеда): 90 км.

## История
По материалам Первой ревизии, в 1722 году в деревне были учтены 102 души мужского пола служилых мещеряков.
В «Списке населенных мест по сведениям 1870 года», изданном в 1877 году, населённый пункт упомянут как деревня Янбаева 1-го стана Бирского уезда Уфимской губернии. Располагалась при речке Ари, слева от Кунгурского и Сибирского почтовых трактов, в 85 верстах от уездного города Бирска и в 32 верстах от становой квартиры в селе Аскине. В деревне, в 114 дворах жили 822 человека (428 мужчин и 394 женщины, мещеряки, русские), были мечеть, училище. Жители занимались пчеловодством.

## Население
| 2002 | 2009 | 2010 |
| ---- | ---- | ---- |
| 360  | ↘332 | ↘325 |

Национальный состав
Согласно переписи 2002 года, преобладающие национальности — башкиры (62 %), татары (38 %).

## Религия
В деревне есть мечеть.

## Известные уроженцы
- Гилязов, Ильшат Фаритович (1960—2022) — скульптор, мастер ручной ковки, заслуженный художник Республики Башкортостан (2012), член Союза художников РФ с 1997 года.